# Draba pachythyrsa
Draba pachythyrsa là một loài thực vật có hoa trong họ Cải. Loài này được Triana & Planch. mô tả khoa học đầu tiên năm 1862.